# Artjom Mikojan
Artjom Ivanovič Mikojan (arm. Արտյոմ (Artyom) Հովհաննեսի Միկոյան, rus. Артём Ива́нович Микоя́н) (Sanahin, 5. kolovoza 1905. – Moskva, 9. prosinca 1970.) - armenski (sovjetski) konstruktor zrakoplova, član Akademije znanosti SSSR i general-bojnik zrakoplovnotehničke službe. Zajedno s Mihailom Gurjevičem izumio je vojne zrakoplove MiG (kratica od Mikojan i Gurjevič). Brat je Anastasa Mikojana, sovjetskog političara.
Rođen je 5. kolovoza 1905. u Sanahinu u Armeniji.
Godine 1936. završio je Zrakoplovnu akademiju Žukovski (rus. Voenno-vozdušnaâ Akademiâ im. N. E. Žukovskogo). Zajedno s Mihailom Gurevičem izradio je pred Drugi svjetski rat projekt lovca MiG-1, koji je kasnije prerađen u MiG-3.
Poslije Drugog svjetskog rata, radi zajedno s Gurjevičem na projektima lovačkih zrakoplova MiG-9, MiG-15, MiG-17, MiG-19 i MiG-21. Kasnije rade i na projektu MiG-25, tada najbržeg lovca na svijetu.
Od 1958. godine Mikojan je bio ministar zrakoplovne industrije. Dobitnik je brojnih sovjetskih odlikovanja. Umro je u Moskvi 9. prosinca 1970.